# Balta (género)
Balta es un género de cucarachas, insectos de la familia Ectobiidae.

## Especies
- Balta acutiventris
- Balta amplior
- Balta arborescens
- Balta athertonae
- Balta aurea
- Balta barbellata
- Balta bicolor
- Balta bilobata
- Balta brunnea
- Balta caledonica
- Balta camerunensis
- Balta chopardi
- Balta crassivenosa
- Balta curvidens
- Balta curvirostris
- Balta denticauda
- Balta dissecta
- Balta epilamproides
- Balta fragilis
- Balta francquii
- Balta fratercula
- Balta gemmicula
- Balta globifera
- Balta godeffroyi
- Balta gracilipes
- Balta grandis
- Balta granulosa
- Balta hebardi
- Balta heterostylata
- Balta hwangorum
- Balta ikonnikovi
- Balta inermis
- Balta innotabilis
- Balta insignis
- Balta jacobsoni
- Balta jinlinorum
- Balta komodensis
- Balta kurandae
- Balta litura
- Balta livida
- Balta longealata
- Balta longicercata
- Balta luteicosta
- Balta luzonica
- Balta minuta
- Balta montaguei
- Balta mundicola
- Balta nebulosa
- Balta nigrolineata
- Balta notulata
- Balta pallidula
- Balta papua
- Balta parvula
- Balta patula
- Balta perpallida
- Balta perscripta
- Balta personata
- Balta picea
- Balta praestans
- Balta pulchella
- Balta punctuligera
- Balta quadricaudata
- Balta ramifera
- Balta reticulata
- Balta rouxi
- Balta ruficeps
- Balta sarasini
- Balta scripta
- Balta serraticauda
- Balta setifera
- Balta siccifolia
- Balta signata
- Balta similis
- Balta spinea
- Balta spinescens
- Balta spuria
- Balta stylata
- Balta testacea
- Balta toowoomba
- Balta torresiana
- Balta translucida
- Balta transversa
- Balta tricolor
- Balta unicolor
- Balta uvarovi
- Balta variegata
- Balta ventralis
- Balta verticalis
- Balta vicina
- Balta vilis
- Balta yorkensis